# Niels Versteijnen
Niels Versteijnen (født 3. februar 2000) er en hollandsk håndboldspiller for TBV Lemgo Lippe og det hollandske landshold. Han har tidligere spillet for SG Flensburg-Handewitt med et lejeophold i VfL Lübeck-Schwartau.
Han repræsenterede Holland ved EM i håndbold for mænd i 2020.